# Ловът (филм, 1965)
„Ловът“ (на шведски: Jakten) е шведски драматичен филм от 1965 година на режисьора Ингви Гамлин с участието на Халвар Бьорк, Лейф Хедберг и Ларс Пасгард.

## Сюжет
Група ловци преследват млад престъпник далеч на север покрай шведско-норвежката граница.

## В ролите
- Халвар Бьорк като Кале Олофсон
- Лейф Хедберг като Оле Стенсон
- Ларс Пасгард като младия престъпник
- Курт Броберг като комисаря
- Курт Ериксон като възрастния ловец
- Оле Нордгрен като младия ловец

## Награди и номинации
- Специална награда на журито за Ларс Пасгард от Международния кинофестивал в Берлин през 1966 година.
- Номинация за Златна мечка за най-добър филм от Международния кинофестивал в Берлин през 1966 година.[1]